# Lujerdiu
Lujerdiu – wieś w Rumunii, w okręgu Kluż, w gminie Cornești. W 2011 roku liczyła 327 mieszkańców.